# Syria na Letnich Igrzyskach Paraolimpijskich 2008
Syrię na Letnich Igrzyskach Paraolimpijskich w Pekinie reprezentowało pięcioro zawodników (trzech mężczyzn i dwie kobiety). Był to piąty występ Syrii na paraolimpiadzie. Reprezentanci tego kraju zdobyli jeden brązowy medal (wywalczyła go Rasha Alshikh w podnoszeniu ciężarów). Był to pierwszy w historii medal paraolimpijski dla reprezentanta Syrii.

## Zdobyte medale
| Medal | Sportowiec    | Dyscyplina           | Konkurencja       |
| ----- | ------------- | -------------------- | ----------------- |
| Brąz  | Rasha Alshikh | podnoszenie ciężarów | do 67,5 kg kobiet |

## Wyniki

### Lekkoatletyka
Mężczyźni
- Mohamad Mohamad – rzut oszczepem F57-F58, 6. miejsce (37,66 m, 970 punktów)[2].

### Podnoszenie ciężarów
Mężczyźni
- Yaha Abou Mughdeb – do 52 kg, 7. miejsce (137,5 kg)[3],
- Ammar Shekh Ahmad – do 82,5 kg, 6. miejsce (192,5 kg)[4].

Kobiety
- Rasha Alshikh – do 67,5 kg, 3. miejsce (117,5 kg)[5],
- Natali Elias – do 52 kg, 6. miejsce (87,5 kg)[6].